# 看護学部
看護学部（かんごがくぶ、英称：School of Nursing）とは、大学に置かれる学部の一つであり、看護学を教育研究することを目的としている。この学部はこれから訪れる高齢化社会に伴う看護職に従事する人の不足解消に応えるべく全国の大学で設置が進み、1991年には11校だったものが2021年には275校（看護学部以外の名称の学部を含む）にまで増加した。また、看護学分野の博士は毎年600人超誕生するようになっている。

## 概要
- ほぼすべての設置大学が、看護師の養成を目的としている。
- 医学部の学科（看護学科）として設置されることが多かったが、現在は看護大学や学部として独立することが多くなってきている。
- 学部・学科を卒業すると「学士（看護学）」の学士号が授与される。なお、省庁大学校の国立看護大学校（厚生労働省所管）と防衛医科大学校医学教育部看護学科（防衛省所管）では、卒業時に独立行政法人大学評価・学位授与機構に申請することにより、「学士（看護学）」が授与される[1][2]。
- 専修科として、助産師や保健師の養成課程を有する大学もある。また、養護教諭の資格を取得できるカリキュラムを設置している学部もある。
- 現在、通信制大学による看護学部・看護学科は存在しない。これは同学部が看護師養成を目的に置いているため、すべてのカリキュラムを通信制ではまかないきれないためである。
- 大学院は、看護学研究科を設置している場合が多いが、医学研究科や保健学研究科、医歯薬学総合研究科など医歯学系大学院の専攻として設置されている場合もある。その場合の学位は医学、保健学になることがある。
- 一昔前までは、女子学生が大半を占めていたが、現在では男子学生の割合も増加している。
- 現在、看護師不足から各地で同学部が急速に設置、増設されている。しかし、他方で教育者の質や臨床実習先の確保などさまざまな問題も含んでいる。将来、同学部の淘汰が行われるかもしれない。今後、看護学部での教育や研究の質の向上が求められる。

## 看護学部以外の名称
看護師養成課程を目的として、看護学部以外の名称を用いる大学も出てきている。
- 国際看護学部
  - 医療創生大学
  - 大手前大学
- 看護福祉学部
  - 秋田看護福祉大学